# Numerus Brittonum (Niederbieber)

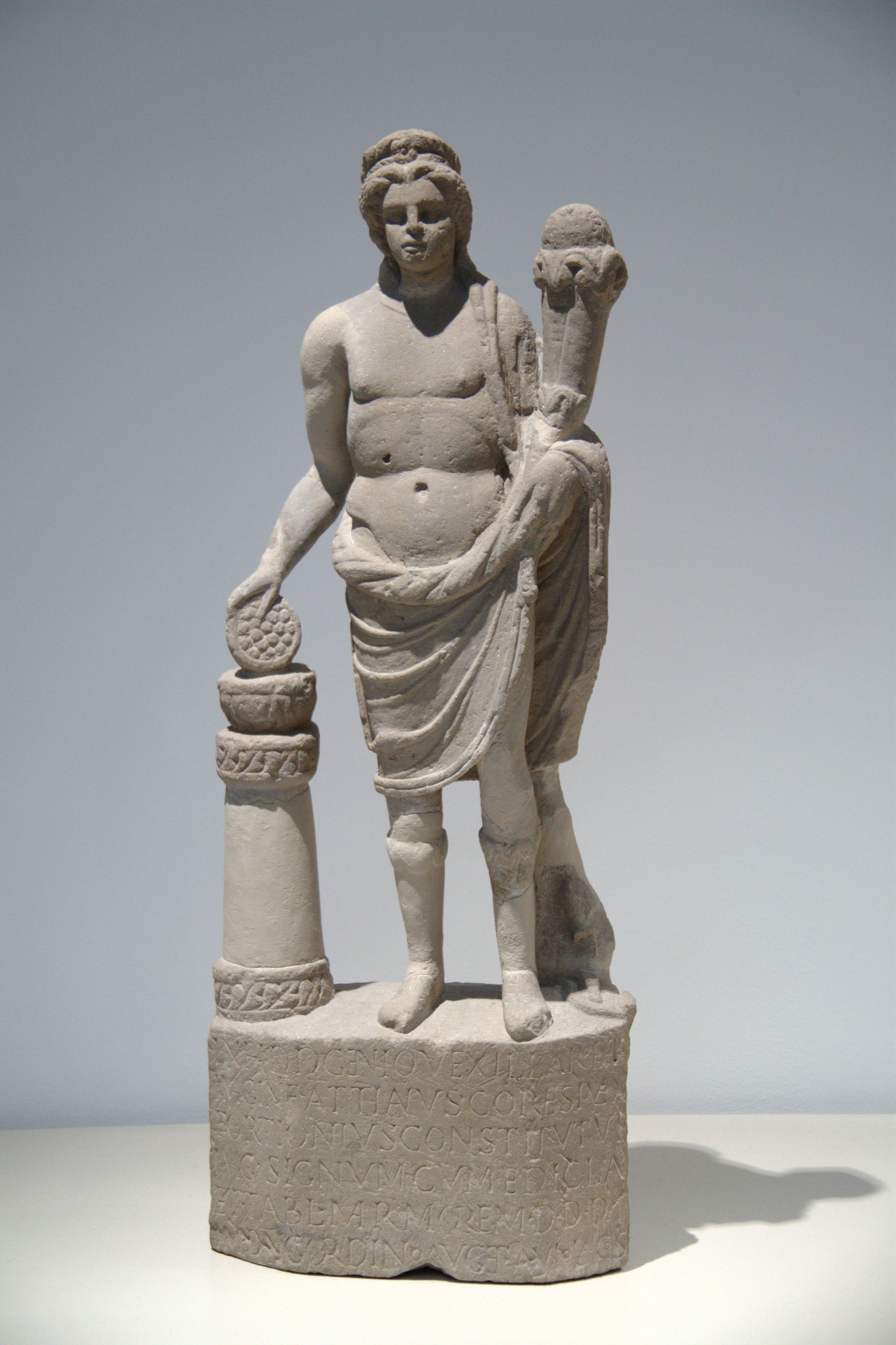
Der Weihestein von Attianus und Fortionius Constitutus

Der Numerus Brittonum [Antoninianorum] (deutsch Numerus der Briten [der Antoninianische]) war eine römische Auxiliareinheit. Sie ist durch Inschriften belegt.
Die Sollstärke der Einheit lag vermutlich bei 160 Mann, bestehend aus zwei Centurien mit jeweils 80 Mann. Bei ihnen dürfte es sich vermutlich ausschließlich um Fußsoldaten gehandelt haben.

## Namensbestandteile
- Brittonum: der Briten. Die Soldaten des Numerus wurden bei Aufstellung der Einheit in der Provinz Britannia rekrutiert.[A 1]

- Antoninianorum: der Antoninianische. Eine Ehrenbezeichnung, die sich auf Caracalla (211–217) oder auf Elagabal (218–222) bezieht. Der Zusatz kommt in den Inschriften (CIL 13, 7749, CIL 13, 7752) vor.[1][2][A 2]

## Geschichte
Die Briten kamen wohl um 100 n. Chr. nach Germania superior, möglicherweise auch schon unter Domitian (81–96). Vermutlich wurden die aus ihnen gebildeten Numeri am Neckar-Odenwald-Limes für Überwachungsaufgaben verwendet, um die hier bereits stationierten Auxiliareinheiten zu entlasten.
Der Numerus ist erstmals durch die Inschriften (CIL 13, 7749, CIL 13, 7752) belegt, die im Kastell Niederbieber gefunden wurden und die auf 211/222 datiert werden. Es ist unbekannt, wo sich die Einheit zuvor aufgehalten hat; als mögliche Stationierungsorte werden Öhringen bzw. das Numeruskastell in Welzheim in Betracht gezogen. In Niederbieber war die Einheit dann gemeinsam mit dem Numerus Exploratorum Germanicianorum Divitiensium stationiert.
Der letzte Nachweis des Numerus beruht auf der Inschrift (CIL 13, 7753), die auf 239 datiert ist.

## Standorte
Standorte des Numerus in Germania superior waren:
- Kastell Niederbieber: Mehrere Inschriften wurden hier gefunden.

## Angehörige des Numerus
Folgende Angehörige des Numerus sind bekannt:
| - Attianus, ein Vexillarius (CIL 13, 7753) - Fortionius Constitutus, ein Imaginifer (CIL 13, 7753) - Ibliomarius Opius (CIL 13, 7749) | - T(itus) Um() (CIL 13, 7749) - Vib(ius) Mercurialis, ein Librarius (CIL 13, 7752) |